# 군함도 (영화)
《군함도》는 2017년 7월 26일에 개봉된 대한민국의 영화이다. 일본 나가사키현 나가사키시에 위치한 하시마섬을 근거지로 하여 일본 제국주의 시대 일본 재벌 탄광의 한국인 강제징용 실화를 영화화한 작품인 탓에, 영화계 일각에선 한일 양국에서 역사 왜곡 시비가 벌어지는 소재를 사용한 채 역사적 고증을 현실성 있게 다루지 않았다는 의견이 있다.

## 줄거리
1945년 일제강점기. 경성 반도호텔 악단장 ‘강옥’(황정민)과 그의 하나뿐인 딸 ‘소희’(김수안). 그리고 종로 일대를 주름잡던 주먹 ‘칠성’(소지섭), 일제 치하에서 온갖 고초를 겪어온 ‘말년’(이정현) 등 각기 다른 사연을 품은 조선인들이 일본에서 돈을 벌 수 있다는 말에 속아 군함도로 향한다. 하지만 그들이 함께 탄 배가 도착한 곳은 조선인들을 강제 징용해 노동자로 착취하고 있던 ‘지옥섬’ 군함도였다.  영문도 모른 채 끌려온 조선인들이 해저 1,000 미터 깊이의 막장 속에서 매일 가스 폭발의 위험을 감수하며 노역해야 하는 군함도. 강옥은 어떻게 하든 일본인 관리의 비위를 맞춰 딸 소희만이라도 지키기 위해 온갖 수를 다하고, 칠성과 말년은 각자의 방식으로 고통스러운 하루하루를 견뎌낸다. 한편 전쟁이 막바지로 치닫자 광복군 소속 OSS 요원 ‘무영’(송중기)은 독립운동의 주요 인사 구출 작전을 지시받고 군함도에 잠입한다. 일본 전역에 미국의 폭격이 시작되고 일본의 패색이 짙어지자 일본은 군함도에서 조선인에게 저지른 모든 만행을 은폐하기 위해 조선인들을 갱도에 가둔 채 폭파하려고 한다. 이를 눈치챈 무영은, 강옥, 칠성, 말년을 비롯한 조선인 모두와 군함도를 빠져나가기로 결심한다.

## 캐스팅
- 황정민 : 이강옥 역[1]
- 소지섭 : 최칠성 역
- 송중기 : 박무영 역
- 이정현 : 오말년 역
- 김수안 : 이소희 역
- 이경영 : 윤학철 역[2]
- 김민재 : 송종구 역
- 김중희 : 야마다 역
- 김인우 : 시마자키 다이스케(島崎大輔) 역
- 신승환 : 고충호 역
- 백승철 : 새 신랑 역
- 윤경호 : 환쟁이 역
- 장성범 : 오장우 역
- 강덕중 : 쇳대쟁이 역
- 김동영 : 노름꾼 역
- 신현탁 : 어부 역
- 오상무 : 경비대장 역
- 윤대열 : 일본인 포주 역
- 박성택 : 주정뱅이 역
- 한철우 : 굴착기사 1 역
- 조경현 : 굴착기사 2 역
- 기주봉 : 안 역
- 정석용 : 문 역
- 전배수 : 마 역
- 김고은 : 조선 소녀 1 역
- 김승윤 : 조선 소녀 2 역
- 정태야 : 치바 토시오 역
- 한건태 : 일본인 노무계원 역
- 명인호 : 시시도 역
- 엄지성 : 촛불소년광부 역
- 김단율 : 꼬맹이 역
- 박희건 : 복진 역
- 함성민 : 복진 일행 역
- 전준혁 : 복진 일행 역
- 이정은 : 부인회 회장 역
- 김원해 : 반도호텔 지배인 역
- 이병훈 : 일본인 의사 역
- 동방우 : 중추원 서기관 역
- 박성일 : 이강옥 악단 큰 나팔 역
- 박야성 : 이강옥 악단 기타 역
- 강성철 : 이강옥악단 색소폰 역
- 최재영 : 이강옥악단 피아노 역
- 권오철 : 이강옥악단 드럼 역
- 오석진 : 이강옥악단 바이올린 역
- 안정환 : 이강옥악단 트럼펫 역
- 지선도 : 이강옥악단 콘트라베이스 역
- 요코우치 히로키 : 우체국장 역
- 김준한 : 관부연락선 제압 일본군 역
- 차우진 : 시모노세키 항구회사 간부 역
- 이하나 하시마 : 대일본부인회장 역
- 배제기 : 춘뱅이 역
- 신성일 : 쌥쌥이 역
- 이정현 : 완빤찌 역
- 김도한 : 짱껨뽀 역
- 최예경 : 일본인 하녀 역
- 조하석 : 오모리 역
- 문장빈 : 갑용 역
- 황병국 : 통역관 역
- 강유미 : 일본인 간호사 역
- 이지은 : 교복 여학생 역
- 조한아름 : 어린 조선하녀 역
- 신모경 : 서기관 부인 역
- 안세호 : 스기야마 부하 역
- 김예은 : 명월관 기생 역
- 성정훈 : 담배피는 일본인광부 역
- 추연규 : 유곽 포주 역
- 정만식 : 스기야마 역 (특별출연)
- 현빈 : 박대식 역 (특별출연)
- 파켓 다시 윌리엄 : OSS 장교 역 (특별출연)

## 수상 경력
- 2017년 제50회 시체스영화제 오피셜 판타스틱 오르비타 최우수작품상 (류승완)
- 2017년 제1회 더 서울어워즈 특별배우상 (김수안)
- 2017년 제1회 더 서울어워즈 영화부문 여우조연상 (이정현)
- 2017년 제26회 부일영화상 여우조연상 (김수안)
- 2017년 제37회 한국영화평론가협회상 기술상(미술) (이후경)
- 2017년 제37회 한국영화평론가협회상 10대 영화상
- 2017년 제38회 청룡영화상 미술상 (이후경)
- 2017년 제38회 청룡영화상 청정원 인기스타상 (김수안)
- 2017년 제25회 대한민국문화연예대상 영화부문 남자 최우수연기상 (이경영)
- 2017년 제25회 대한민국문화연예대상 영화부문 여자 최우수연기상 (이정현)
- 2017년 제4회 한국영화제작가협회상 음악상 (방준석)
- 2017년 제4회 한국영화제작가협회상 미술상 (이후경)
- 2017년 제6회 한국영화배우협회 스타의 밤 시상식 대한민국 톱스타상 (이정현)
- 2017년 제6회 한국영화배우협회 스타의 밤 시상식 한국영화 인기스타상 (김수안)
- 2018년 제20회 우디네극동영화제 관객상 (류승완)